# Vävarna

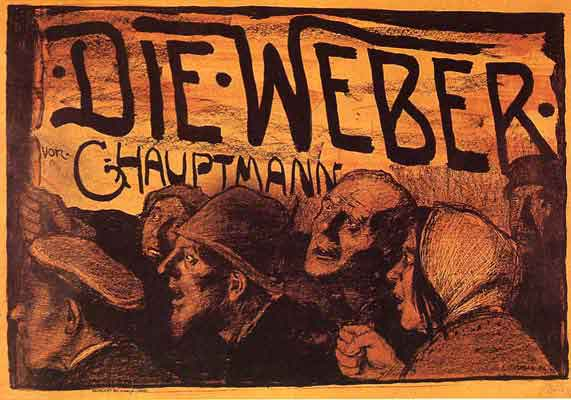
Affisch för Vävarna av Emil Orlik, 1897.

Vävarna (tyska: Die Weber) är ett naturalistiskt drama i fem akter av den tyske författaren Gerhart Hauptmann, publicerat 1892 och uruppfört på Deutsches Theater i Berlin den 25 september 1894.
Pjäsen ses som Hauptmanns första mästerverk och en höjdpunkt i hans naturalistiska författande. Ämnet hämtas från det misslyckade uppror som utsvultna vävare i Peterswaldau och Langenbielau i Schlesien anställde mot sina arbetsgivare 1844, ett uppror som även låg till grund för Heinrich Heines Weberlied. Stycket saknar precis som den historiska tilldragelsen en folkhjälte, utan har sin styrka i det sätt på vilket Hauptmann har återgivit massans psykologi och i hans nyansering av olika arbetartyper.
Den finns i svensk översättning av Edvard Alkman (1899) och av E. Knutsson (1930).